# Associazione Calcio Como 1958-1959
Questa pagina raccoglie le informazioni riguardanti l'Associazione Calcio Como nelle competizioni ufficiali della stagione 1958-1959.

## Rosa
| N. |                   | Ruolo | Calciatore          |
| -- | ----------------- | ----- | ------------------- |
|    | Italia (bandiera) | C     | Dino Baccheretti    |
|    | Italia (bandiera) | A     | Giuseppe Baldini    |
|    | Italia (bandiera) | D     | Bruno Ballarini     |
|    | Italia (bandiera) | C     | Candido Beretta     |
|    | Italia (bandiera) | A     | Vittorio Bissi      |
|    | Italia (bandiera) | A     | Carlo Dell'Omodarme |
|    | Italia (bandiera) | C     | Elio Ferrazzi       |
|    | Italia (bandiera) | C     | Amilcare Ferretti   |
|    | Italia (bandiera) | A     | Ivan Firotto        |
|    | Italia (bandiera) | C     | Aldo Fontana        |
|    | Italia (bandiera) | P     | Gianvito Geotti     |

| N. |                   | Ruolo | Calciatore         |
| -- | ----------------- | ----- | ------------------ |
|    | Italia (bandiera) | C     | Nello Governato    |
|    | Italia (bandiera) | P     | Antonio Lonardi    |
|    | Italia (bandiera) | C     | Simone Marsili     |
|    | Italia (bandiera) | C     | Giorgio Michelotti |
|    | Italia (bandiera) | C     | Carlo Orlandi      |
|    | Italia (bandiera) | P     | Antonio Panizzolo  |
|    | Italia (bandiera) | C     | Giorgio Perversi   |
|    | Italia (bandiera) | A     | Roberto Poluzzi    |
|    | Italia (bandiera) | A     | Giacomo Stecher    |
|    | Italia (bandiera) | C     | Franco Stefanini   |
|    | Italia (bandiera) | D     | Maurilio Valpreda  |

## Risultati

### Serie B

#### Girone di andata
| 8 gennaio 1958 1ª giornata | Messina | 2 – 0 | Como |  |

| 28 settembre 1958 2ª giornata | Taranto | 1 – 0 | Como |  |

| 5 ottobre 1958 3ª giornata | Como | 0 – 0 | Atalanta |  |

| 12 ottobre 1958 4ª giornata | Como | 1 – 3 | Cagliari |  |

| 19 ottobre 1958 5ª giornata | Reggiana | 1 – 0 | Como |  |

| 26 ottobre 1958 6ª giornata | Como | 1 – 1 | Brescia |  |

| 2 novembre 1958 7ª giornata | Marzotto Valdagno | 2 – 0 | Como |  |

| 16 novembre 1958 8ª giornata | Como | 1 – 0 | Vigevano |  |

| 23 novembre 1958 9ª giornata | Lecco | 2 – 1 | Como |  |

| 30 novembre 1958 10ª giornata | Como | 4 – 0 | Venezia |  |

| 7 dicembre 1958 11ª giornata | Zenit Modena | 3 – 0 | Como |  |

| 14 dicembre 1958 12ª giornata | Como | 2 – 2 | Sambenedettese |  |

| 21 dicembre 1958 13ª giornata | Como | 1 – 0 | Simmenthal-Monza |  |

| 15 dicembre 1946 14ª giornata | Parma | 3 – 1 | Como |  |

| 4 gennaio 1959 15ª giornata | Como | 2 – 0 | Novara |  |

| 11 gennaio 1959 16ª giornata | Palermo | 3 – 1 | Como |  |

| 18 gennaio 1959 17ª giornata | Como | 3 – 1 | Catania |  |

| 25 gennaio 1959 18ª giornata | Verona | 1 – 3 | Como |  |

| 1º febbraio 1959 19ª giornata | Como | 2 – 1 | Prato |  |

#### Girone di ritorno
| 8 febbraio 1959 20ª giornata | Como | 2 – 0 | Messina |  |

| 15 febbraio 1959 21ª giornata | Como | 2 – 1 | Taranto |  |

| 22 febbraio 1959 22ª giornata | Atalanta | 1 – 2 | Como |  |

| 1º marzo 1959 23ª giornata | Cagliari | 2 – 0 | Como |  |

| 8 marzo 1959 24ª giornata | Como | 0 – 1 | Reggiana |  |

| 15 marzo 1959 25ª giornata | Brescia | 0 – 0 | Como |  |

| 19 marzo 1959 26ª giornata | Como | 4 – 0 | Marzotto Valdagno |  |

| 22 marzo 1959 27ª giornata | Vigevano | 0 – 2 | Como |  |

| 29 marzo 1959 28ª giornata | Como | 1 – 1 | Lecco |  |

| 5 aprile 1959 29ª giornata | Venezia | 0 – 0 | Como |  |

| 12 aprile 1959 30ª giornata | Como | 1 – 1 | Zenit Modena |  |

| 19 aprile 1959 31ª giornata | Sambenedettese | 2 – 0 | Como |  |

| 26 aprile 1959 32ª giornata | Simmenthal-Monza | 1 – 2 | Como |  |

| 3 maggio 1959 33ª giornata | Como | 5 – 2 | Parma |  |

| 10 maggio 1959 34ª giornata | Novara | 0 – 1 | Como |  |

| 17 maggio 1959 35ª giornata | Como | 1 – 1 | Palermo |  |

| 24 maggio 1959 36ª giornata | Catania | 1 – 0 | Como |  |

| 31 maggio 1959 37ª giornata | Como | 1 – 0 | Verona |  |

| 6 giugno 1959 38ª giornata | Prato | 2 – 0 | Como |  |

## Statistiche

### Statistiche di squadra
| Competizione | Punti | In casa | In casa | In casa | In casa | In casa | In casa | In trasferta | In trasferta | In trasferta | In trasferta | In trasferta | In trasferta | Totale | Totale | Totale | Totale | Totale | Totale | DR |
| Competizione | Punti | G       | V       | N       | P       | Gf      | Gs      | G            | V            | N            | P            | Gf           | Gs           | G      | V      | N      | P      | Gf     | Gs     | DR |
| ------------ | ----- | ------- | ------- | ------- | ------- | ------- | ------- | ------------ | ------------ | ------------ | ------------ | ------------ | ------------ | ------ | ------ | ------ | ------ | ------ | ------ | -- |
| Serie B      | 40    | 19      | 11      | 6       | 2       | 34      | 15      | 19           | 5            | 2            | 12           | 13           | 27           | 38     | 16     | 8      | 14     | 47     | 42     | +5 |
| Coppa Italia |       | -       | -       | -       | -       | -       | -       | 1            | 0            | 0            | 1            | 0            | 1            | 1      | 0      | 0      | 1      | 0      | 1      | -1 |
| Totale       |       | 19      | 11      | 6       | 2       | 34      | 15      | 20           | 5            | 2            | 13           | 13           | 28           | 39     | 16     | 8      | 15     | 47     | 43     | +4 |

### Statistiche dei giocatori
| Giocatore        | Serie B  | Serie B | Coppa Italia | Coppa Italia | Totale   | Totale |
| Giocatore        | Presenze | Reti    | Presenze     | Reti         | Presenze | Reti   |
| ---------------- | -------- | ------- | ------------ | ------------ | -------- | ------ |
| D. Baccheretti   | 34       | 0       | 1            | 0            | 35       | 0      |
| G. Baldini       | 22       | 11      | -            | -            | 22       | 11     |
| B. Ballarini     | 8        | 0       | 1            | 0            | 9        | 0      |
| C. Beretta       | 6        | 0       | -            | -            | 6        | 0      |
| V. Bissi         | 21       | 2       | 1            | 0            | 22       | 2      |
| C. Dell'Omodarme | 32       | 6       | 1            | 0            | 33       | 6      |
| E. Ferrazzi      | 35       | 0       | 1            | 0            | 36       | 0      |
| A. Ferretti      | 35       | 0       | 1            | 0            | 36       | 0      |
| I. Firotto       | 12       | 4       | -            | -            | 12       | 4      |
| A. Fontana       | 22       | 4       | 1            | 0            | 23       | 4      |
| G. Geotti        | 1        | -2      | -            | -            | 1        | -2     |
| N. Governato     | 12       | 2       | -            | -            | 12       | 2      |
| A. Lonardi       | 6        | -8      | -            | -            | 6        | -8     |
| S. Marsili       | 28       | 2       | 1            | 0            | 29       | 2      |
| G. Michelotti    | 22       | 2       | 1            | 0            | 23       | 2      |
| C. Orlandi       | 9        | 0       | -            | -            | 9        | 0      |
| A. Panizzolo     | 31       | -32     | 1            | -1           | 32       | -33    |
| G. Perversi      | 21       | 2       | -            | -            | 21       | 2      |
| R. Poluzzi       | 2        | 1       | -            | -            | 2        | 1      |
| G. Stecher       | 2        | 0       | -            | -            | 2        | 0      |
| F. Stefanini     | 30       | 8       | 1            | 0            | 31       | 8      |
| M. Valpreda      | 27       | 0       | -            | -            | 27       | 0      |